# Kalcedon (mineral)
Kalcedon je mineral, kriptokristal, koji je nastao međusobnim urastanjem kristala minerala kvarca i moganita. Oba predstavljaju silikatne materijale, samo se razlikuju u kristalnoj strukturi. Kvarc ima romboedarsku kristalnu strukturu, a moganit ima monokliničnu kristalnu strukturu. Boja je obično između bijele i sive, sivoplava ili svjeto smeđa. Druge boje kalcedona imaju specifična imena. 

## Različiti oblici kalcedona
- karnelijan ili sard - plavi kalcedon
- hrisoprasa - zelena varijanta obojana nikel oksidom
- prasa - zelena
- oniks - ima crno bijele trake
- plasma
- heliotrop

Ahat je kalcedon s koncentričnim trakama. 
Kremen je jedan oblik kalcedona.
Ljudi, koji su živjeli duž trgovačkih puteva Centralne Azije koristili su različite vrste kalcedona, uključujući karnelijan i koristili su ga za pravljenje medaljona. Primjerci kalcedona su u posljednje vrijeme nađeni u Afganistanu, a objekti su nastali u prvom stoljeću. Ime kalcedon potiče od imena grčkog grada Kalkedona u Maloj Aziji.

## Vanjske povezmice
- http://www.mindat.org/min-960.html
- http://minerals.usgs.gov/minerals/pubs/commodity/gemstones/sp14-95/chalcedony.html  Arhivirana inačica izvorne stranice od 1. srpnja 2018. (Wayback Machine)